# Pseudoarcte
Pseudoarcte là một chi bướm đêm thuộc họ Noctuidae.

## Loài
- Pseudoarcte albicollis Clench, 1955
- Pseudoarcte melanis Mabille, 1890